# Андреј Воронцевич
Андреј Константинович Воронцевич (рус. Андрей Константинович Воронцевич; Омск, СССР, 17. јул 1987) је руски кошаркаш. Игра на позицији крилног центра.

## Успеси

### Клупски
- ЦСКА Москва:
  - Евролига (3): 2007/08, 2015/16, 2018/19.
  - ВТБ јунајтед лига (9): 2008, 2011/12, 2012/13, 2013/14, 2014/15, 2015/16, 2016/17, 2017/18, 2018/19.
  - Првенство Русије (7): 2006/07, 2007/08, 2008/09, 2009/10, 2010/11, 2011/12, 2012/13.
  - Куп Русије (2): 2007, 2010.

### Репрезентативни
- Европско првенство:  2011.

### Појединачни
- Најкориснији играч плеј-офа ВТБ јунајтед лиге (1) : 2014/15.